# Krste Danilovski
Krste Danilovski (Macedonisch: Крсте Даниловски) (14 juni 1956) is een Macedonisch voormalig voetbalscheidsrechter. Hij was in dienst van FIFA en UEFA. Ook leidde hij wedstrijden in de Prva Liga.
Op 24 september 1996 debuteerde Danilovski in Europees verband tijdens een wedstrijd tussen Grazer AK en Germinal Ekeren in de UEFA Cup; het eindigde in 2–0 en de Macedoniër toonde één rode kaart. Zijn eerste interland floot hij op 12 april 1995, toen Macedonië met 0–0 gelijkspeelde tegen Bulgarije. Danilovski hield zijn kaarten op zak.

## Interlands
| Datum            | Plaats                 | Wedstrijd                       | Uitslag | Competitie           | Kreeg geel | Kreeg voor de tweede keer geel en dus rood | Weggestuurd |
| ---------------- | ---------------------- | ------------------------------- | ------- | -------------------- | ---------- | ------------------------------------------ | ----------- |
| 12 april 1995    | Kočani, Macedonië      | Macedonië – Bulgarije           | 0 – 0   | Vriendschappelijk    | 0          | 0                                          | 0           |
| 30 november 1995 | Tirana, Albanië        | Albanië – Bosnië en Herzegovina | 2 – 0   | Vriendschappelijk    | 3          | 1                                          | 0           |
| 5 oktober 1996   | Belfast, Noord-Ierland | Noord-Ierland – Armenië         | 1 – 1   | WK 1998 kwalificatie | 7          | 0                                          | 0           |
| 12 maart 1997    | Belgrado, Joegoslavië  | Joegoslavië – Rusland           | 0 – 0   | Vriendschappelijk    | 4          | 0                                          | 0           |